# Lamon Brewster
Lamon Brewster est un boxeur américain né le 5 juin 1973 à Indianapolis dans l'Indiana.
Il a détenu le titre de champion du monde poids lourds WBO du 10 avril 2004 au 1er avril 2006.

## Biographie
Brewster est l'un des meilleurs poids lourds noir des années 2000 au côté de Chris Byrd et de Calvin Brock. Excellent puncheur, il a néanmoins connu l'échec comme ses confrères contre des boxeurs de l'Europe de l’Est qui dominent actuellement la catégorie des lourds.
Il commence sa carrière professionnelle en 1996 et jusqu'en 2000 remporte 23 victoires ininterrompues avant de connaitre son premier échec. Durant cette période, il boxe de Beverly Hills à Las Vegas en passant par Atlantic City et assomme quasiment tous ses adversaires dans les 3 premiers rounds s'affirmant comme un excellent puncheur.
C'est en 2000 qu'il connait ses deux premiers revers contre deux bons boxeurs: Clifford Etienne et Charles Shufford. Deux défaites aux points qui le relèguent au second plan et le font patienter jusqu'en 2004 pour avoir son premier championnat du monde. Jusqu'à cette date, Brewster gagne avant la limite contre tous ses adversaires et ne perd aucun combat. Il s'empare également de titres très secondaires : WBO NABO et WBC continental.
Le 10 avril 2004, fort de ses 29 victoires dont 26 avant la limite et de seulement deux défaites aux points, il affronte le redoutable ukrainien Wladimir Klitschko pour le titre WBO des lourds que les frères Klitschko s'étaient partagé depuis 2000. Cette reconquête du titre semble une formalité pour l'ukrainien qui l'avait perdu.
Ce jour-là sur le ring de Las Vegas, les prévisions se confirment. Bien qu'agressif, Brewster n'arrive pas à s'imposer contre Kitschko qui se sert habilement de sa grande allonge pour marquer des points et qui s'accroche à lui pour lui retirer toute initiative. Pendant 3 rounds, Brewster encaisse les nombreux redoutables directs de l'ukrainien sans trouver de solutions. Au 4e round, il ne tient plus et se retrouve au tapis. Lamon se relève et est sauvé par le gong. Au round suivant, le public attend qu'il soit achevé mais Brewster qui a su changer le cours de nombreux combats mal engagés par un seul coup, prouve son talent pour retourner les situations en assénant plusieurs enchainements qui surprennent Wladimir dans les 30 dernières secondes de la reprise. Ne le lâchant plus et imposant enfin son punch, Brewster coince Klitschko dans les cordes qui est alors incapable de se défendre et se retrouve compté par l'arbitre. Brewster l'envoie à terre juste à la fin du round et Klitschko tente difficilement de rejoindre son coin avant que l'arbitre n'arrête le combat.
Par cette victoire due à 30 secondes d'enchaînements rapides et inattendus, Brewster accomplit son plus grand exploit. Ce boxeur au short militaire de couleur jaune et à la coiffure en tresse africaine s'impose comme l'un des poids lourds incontournables. Le 4 septembre 2004 à Las Vegas, il défend son titre avec succès aux points contre Kali Meehan, l'un des rares adversaires qu'il laisse debout. Brewster ne se résout pas à assommer Meehan un boxeur ami qui l'a aidé dans sa préparation contre Klitschko.
Le 25 mai 2005, il affronte Andrew Golota dans son fief de Chicago face à une foule hostile totalement acquise à Golota et qui lui lance des détritus. Brewster monte sur le ring d'une humeur massacrante. Il détruit Golota en 1 round en l'envoyant au tapis par trois fois. Lamon finit l'année par une nouvelle victoire avant la limite contre Luan Krasniqi.
Le 1er avril 2006, il combat le biélorusse Serguei Lyakhovich à Cleveland. Lors du 2e round, le champion subit un décollement de la rétine. Handicapé, il perd le combat aux points. À cause de sa blessure, Brewster ne remonte pas sur le ring avant juillet 2007.
Entre-temps son grand rival Klitschko est devenu le nouveau champion du monde IBF et s'impose comme le nouveau grand champion de la catégorie. Brewster prend le risque de l'affronter à nouveau après un an d'absence des rings.
Cette revanche qui a lieu le 7 juillet 2007 à Cologne en Allemagne verra le triomphe de l'Ukrainien. Qualifié de "combat à sens unique" par la presse, Brewster lors de cette rencontre montrera les mêmes lacunes face à l'allonge de Klitschko que lors de leur premier affrontement, sans trouver de solutions et son coin l'obligera à abandonner entre le 6e et 7e round. C'est la première fois que Brewster perd avant la limite.
Il gagne deux autres combats, remportant le titre nord-américain NABA le 30 août 2008 en mettant Danny Batchelder KO au 5e round. Il enchaine ensuite deux défaites, perdant notamment par KO technique à la 8e reprise contre l'espoir finlandais Robert Helenius le 30 janvier 2010, son dernier combat en date. À la suite de ce combat, Brewster perd l'usage de son œil gauche, et doit mettre un terme à sa carrière.